# Heptanthura amyle
Heptanthura amyle is een pissebed uit de familie Expanathuridae. De wetenschappelijke naam van de soort is voor het eerst geldig gepubliceerd in 1987 door Kensley & Schotte.